# 2011 UQ62
2011 FX62, também escrito como 2011 FX62, é um corpo celeste que é classificado como um centauro, numa classificação estendida de centauros. Ele possui uma magnitude absoluta de 9,3 e tem um diâmetro estimado de cerca de 61 km.

## Descoberta
2011 FX62 foi descoberto no dia 19 de outubro de 2011 pelo Pan-STARRS 1.

## Órbita
A órbita de 2011 FX62 tem uma excentricidade de 0,552 e possui um semieixo maior de 34,321 UA. O seu periélio leva o mesmo a uma distância de 15,360 UA em relação ao Sol e seu afélio a 53,282 UA.